# St. Leonhard in Passeier
St. Leonhard in Passeier (italià San Leonardo in Passiria) és un municipi italià, dins de la província autònoma de Tirol del Sud. És un dels municipis del districte de Burggrafenamt. L'any 2007 tenia 3.411 habitants. Comprèn les fraccions de Walten (Valtina) i Schweinsteg (Sant'Orsola). Limita amb els municipis de Moos in Passeier, Ratschings, Riffian, St. Martin in Passeier, Sarntal i Schenna.

## Situació lingüística
| Pertinença lingüística (cens 2001) | 98,30% alemany |
| Pertinença lingüística (cens 2001) | 1,61% italià   |
| Pertinença lingüística (cens 2001) | 0,09% ladí     |

## Administració
| Període | Identitat        | Partit |
| ------- | ---------------- | ------ |
| 2004-   | Konrad Pfitscher | SVP    |

## Personatges il·lustres
- Andreas Hofer, heroi nacional tirolès.
- Georg Klotz, militant independentista sudtirolès, un dels fundadors del Befreiungsausschuss Südtirol.

Territori comunal

- Eva Klotz, política sudtirolesa.